# Alexander von Kotzebue

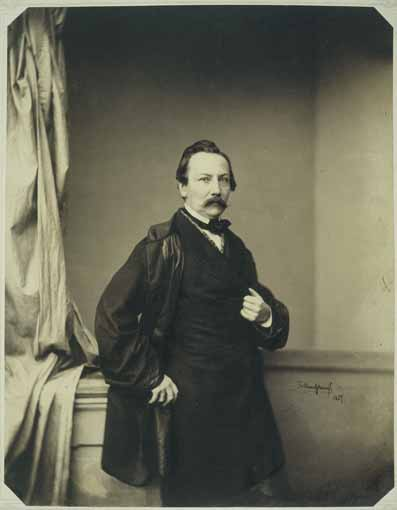
Alexander von Kotzebue

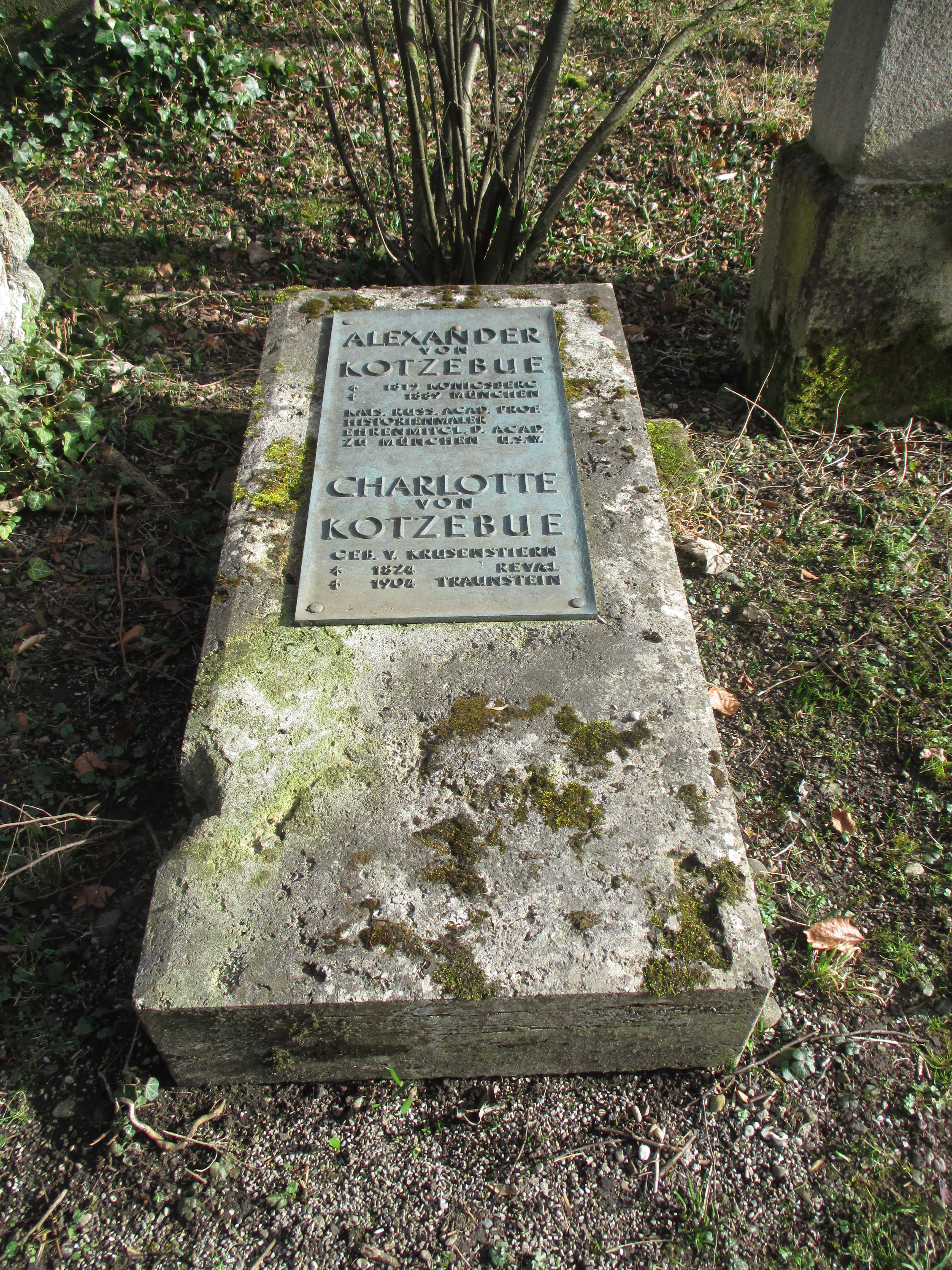
Grab von Alexander Kotzebue auf dem Alten Südlichen Friedhof in München

Alexander Friedrich Wilhelm Franz von Kotzebue (russisch Александр Евстафьевич Коцебу – Alexander Ewstafijewitsch Kotzebu; * 9. Juni 1815 in Königsberg; † 24. Februar 1889 in München) war ein deutsch-russischer Schlachten- und Historienmaler der Romantik.

## Leben
Alexander von Kotzebue war der Sohn des Dramatikers August von Kotzebue aus dritter Ehe mit Wilhelmina Friederike von Krusenstern. Im Alter von vier Jahren wurde er 1819 Zeuge der Ermordung seines Vaters durch Karl Ludwig Sand. Danach wurde er im Petersburger Kadettenkorps erzogen, das er 1834 als Gardeleutnant verließ. Er wendete sich aber der Kunst zu und studierte von 1837 bis 1845 an der Petersburger Kunstakademie als Schüler von Sauerweid. 1847–1848 studierte er als Pensionär Kaiser Nikolais I. in Paris bei Horace Vernet. Auf Grund der Revolution von 1848 ging er von dort nach Belgien, Holland, Italien und Stuttgart, bis er sich schließlich 1850 in München niederließ. Nach St. Petersburg kehrte er nur noch selten zurück, malte aber zahlreiche Schlachtenbilder für den Zaren, in denen er die russische Kriegsgeschichte von Peter dem Großen bis zur Eroberung Finnlands darstellte. Er unternahm hierfür zahlreiche Reisen zu den Originalschauplätzen. Auf der letzten Reise, 1879, erlitt er einen Nervenzusammenbruch, von dem er sich nicht mehr erholte.
Kotzebue war kaiserlich russischer Hofmaler, erhielt 1857 den Professorentitel der Petersburger Kunstakademie und er war Ehrenmitglied der Akademie der bildenden Künste in München.
Der Maler Wilhelm von Kotzebue (1864–1952) war sein Sohn.

## Grabstätte
Die Grabstätte von Alexander Kotzebue befindet sich auf dem Alten Südlichen Friedhof in München (Gräberfeld 36 – Reihe 12 – Platz 10) Standort.

## Werke

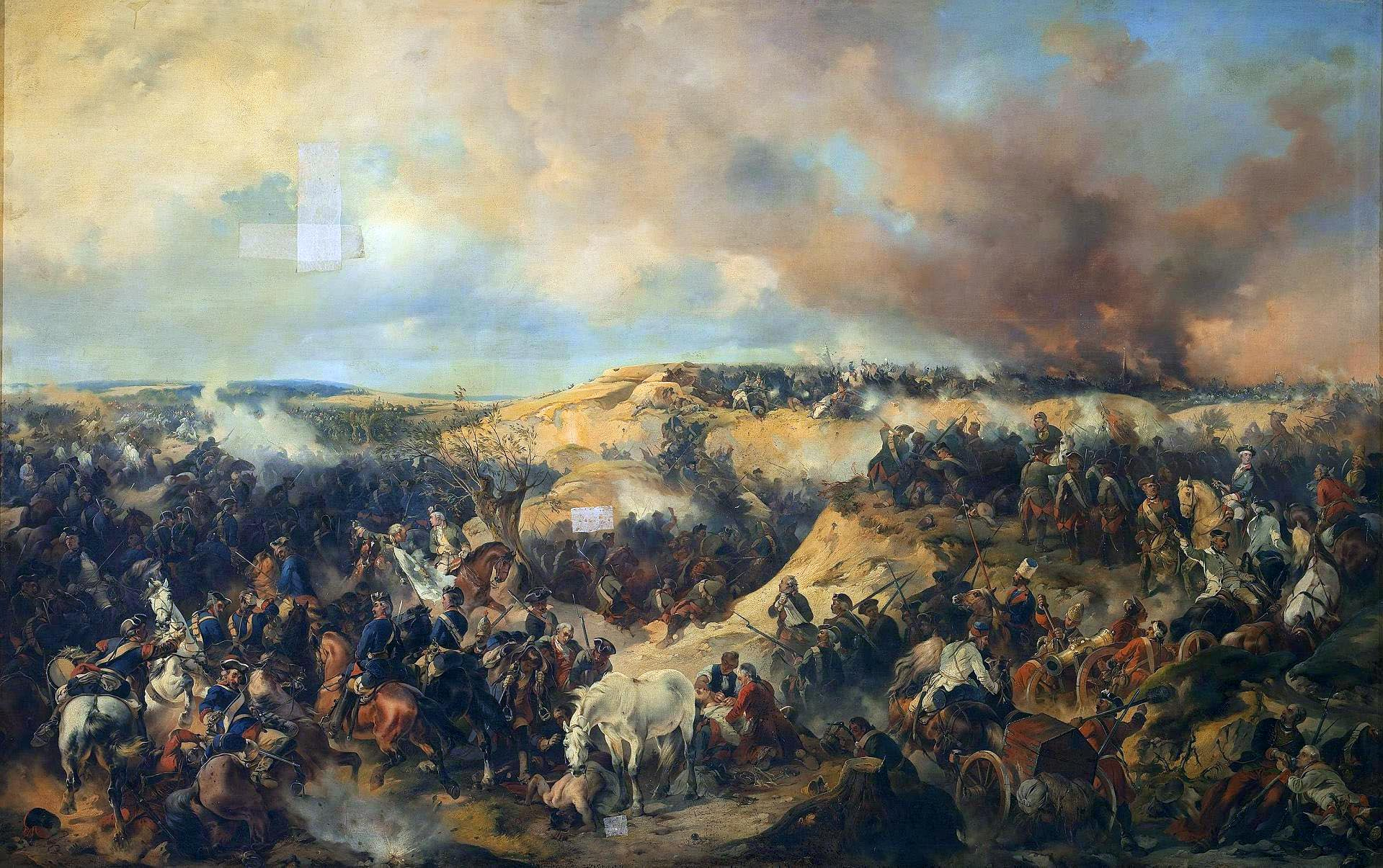
Schlacht bei Kunersdorf (1848)

Sein erstes Gemälde, Die Erstürmung Warschaus, entstand 1844 in Sankt Petersburg. Seitdem erstellte er zahlreiche großformatige Darstellungen russischer Schlachten im Siebenjährigen Krieg und in den Feldzügen Suworows für den Zaren von Russland. Als die wichtigsten unter ihnen gelten: Erstürmung von Schlüsselburg, Schlacht bei Poltawa, Erstürmung Narwas, Übergang über die Teufelsbrücke.
Für die historische Galerie im Münchner Maximilianeum schuf er das Gemälde Peter der Große gründet Petersburg 1703 (nach 1852 entstanden). Für seine Gemälde sammelte er Vorlagen in zahlreichen Landschafts- und Kostümstudien, von denen sich einige in der Staatlichen Graphischen Sammlung München erhalten haben.